# Consolidated P2Y
El Consolidated P2Y fue un avión hidrocanoa de patrulla marítima estadounidense. El avión era un monoplano en parasol con ala recubierta de tela y casco de aluminio.

## Desarrollo

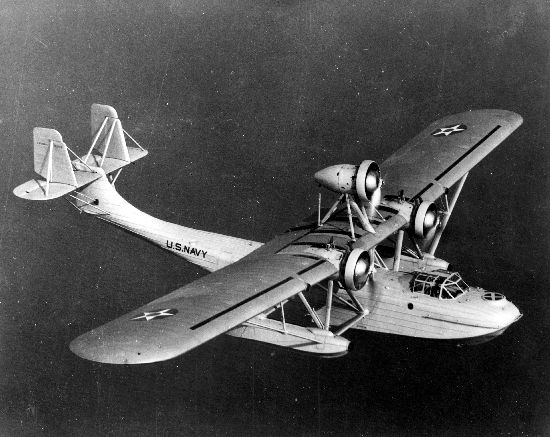
El Martin XP2M-1.

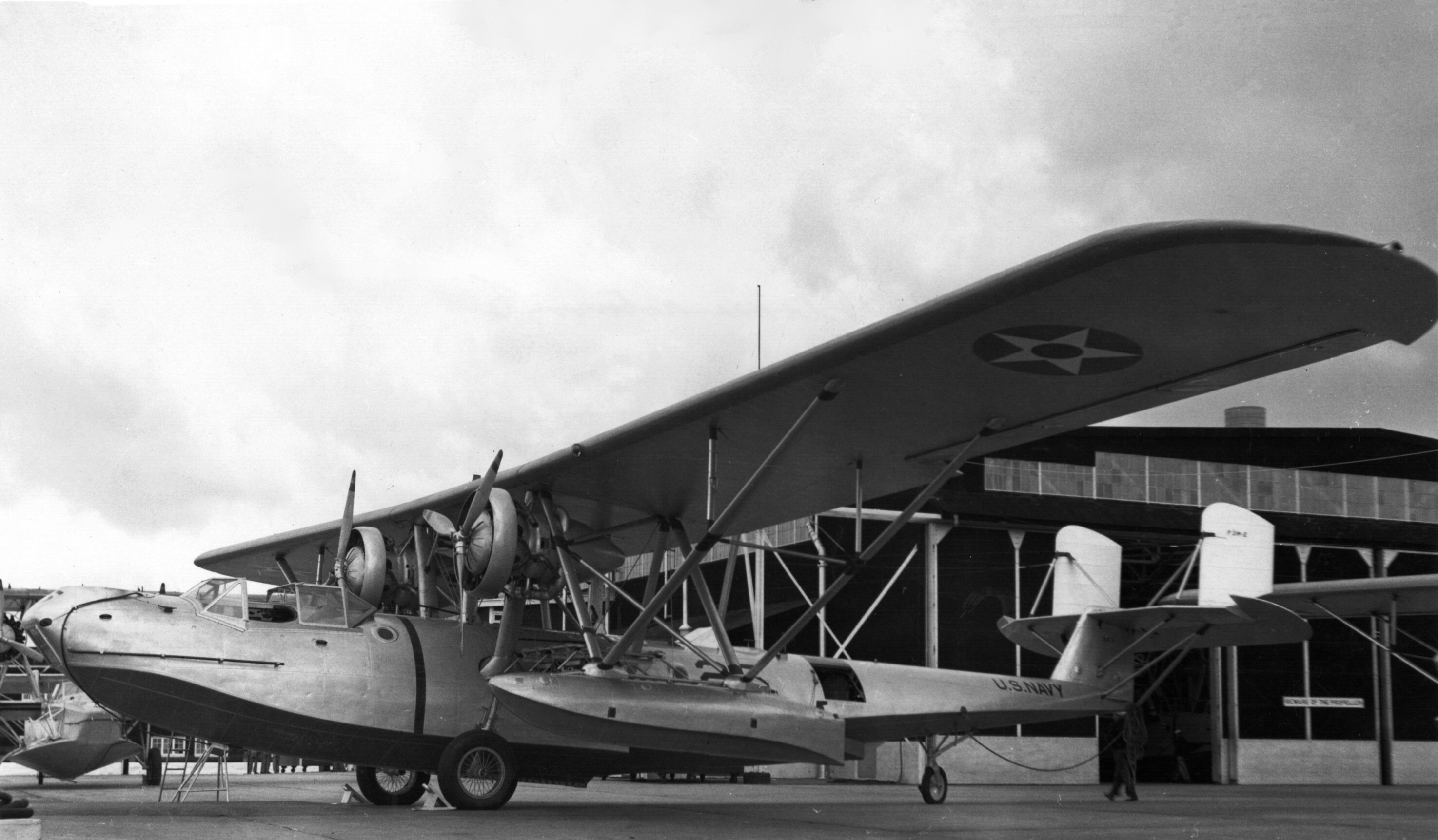
Un P3M-2 construido por Martin en NAS Pensacola.

Creado inicialmente para competir por un contrato de la Armada estadounidense fechado el 28 de febrero de 1928, el prototipo del Model 9, XPY-1 Admiral, fue diseñado por el Capitán Dick Richardson y por Isaac M. 'Mac' Laddon. Comenzada la construcción en marzo de 1928, el avión estuvo listo para su primer vuelo hacia el final del año. El Teniente A. W. Gorton realizó el primer vuelo en la Anacostia NAS, Washington, D. C.
El contrato de producción fue abierto a otros licitadores; la Glenn L. Martin Company licitó más bajo que los demás y se le concedió el contrato para fabricar el avión como Martin P3M-1 y P3M-2. Se construyeron tres P3M-1 y seis P3M-2; también se construyó un XP2M-1 con diseño similar, propulsado por tres motores Wright Cyclone; tras la retirada del tercer motor, fue redesignado XP2M-2. La idea de un tercer motor en el XPY-1 había sido estudiada y rechazada por el personal de la Oficina de Aeronáutica de la Armada.
La Armada estadounidense emitió un nuevo contrato, el 26 de mayo de 1931, por un prototipo de una versión desarrollada desde el Model 9, designada como Model 22 Ranger por Consolidated. Incorporando características del Model 16 Commodore, como una cubierta de vuelo cerrada, y designado XP2Y-1 por la Armada, este nuevo prototipo poseía la misma ala en parasol de 30,48 m (100 pies), pero fue convertido en sesquiplano, con un ala más pequeña montada más baja, en la parte superior del casco, reemplazando a los botalones que habían soportado los estabilizadores en el XPY-1. Se colocaron dos motores Wright R-1820-E1 Cyclone casi debajo del ala superior, con capotas de cuerda estrecha. Se montó un tercer motor similar en un soporte en la línea central por debajo del ala, pero fue retirado después de la primera prueba en abril de 1932.
La Armada encargó 23 P2Y-3 como ejemplares de producción similares a los P2Y-2 que fueron modificados desde el lote original de P2Y-1.

## Historia operacional
La Armada encargó 23 P2Y-1 el 7 de julio de 1931. A mitad de 1933, estaban sirviendo con los escuadrones VP-10F y VP-5F, que realizaron una serie de vuelos en formación de largo alcance. Al menos 21 P2Y-1 fueron modificados como P2Y-2 en 1936 y volados por los mismos escuadrones hasta 1938, cuando fueron transferidos a los VP-14 y VP-15.
Los primeros P2Y-3 llegaron al VP-7F en 1935 y esta versión fue volada por el VP-4F en Pearl Harbor. En 1939 estaba en operación con los VP-19, VP-20 y VP-21. Hacia el final de 1941, todos los P2Y-2 y P2Y-3 habían sido retirados del uso operativo y estacionados en la Estación Aeronaval de Pensacola.
La Fuerza Aérea Colombiana usó un P2Y-1C como bombardero en la Guerra colombo-peruana en 1932-1933.
El Servicio Aéreo de la Armada Imperial Japonesa evaluó al P2Y como Consolidated HXC (Hidrocanoa Experimental de la Armada Tipo C).
Un P2Y-3 fue usado para probar hélices Curtiss Electric en 1936.

## Variantes

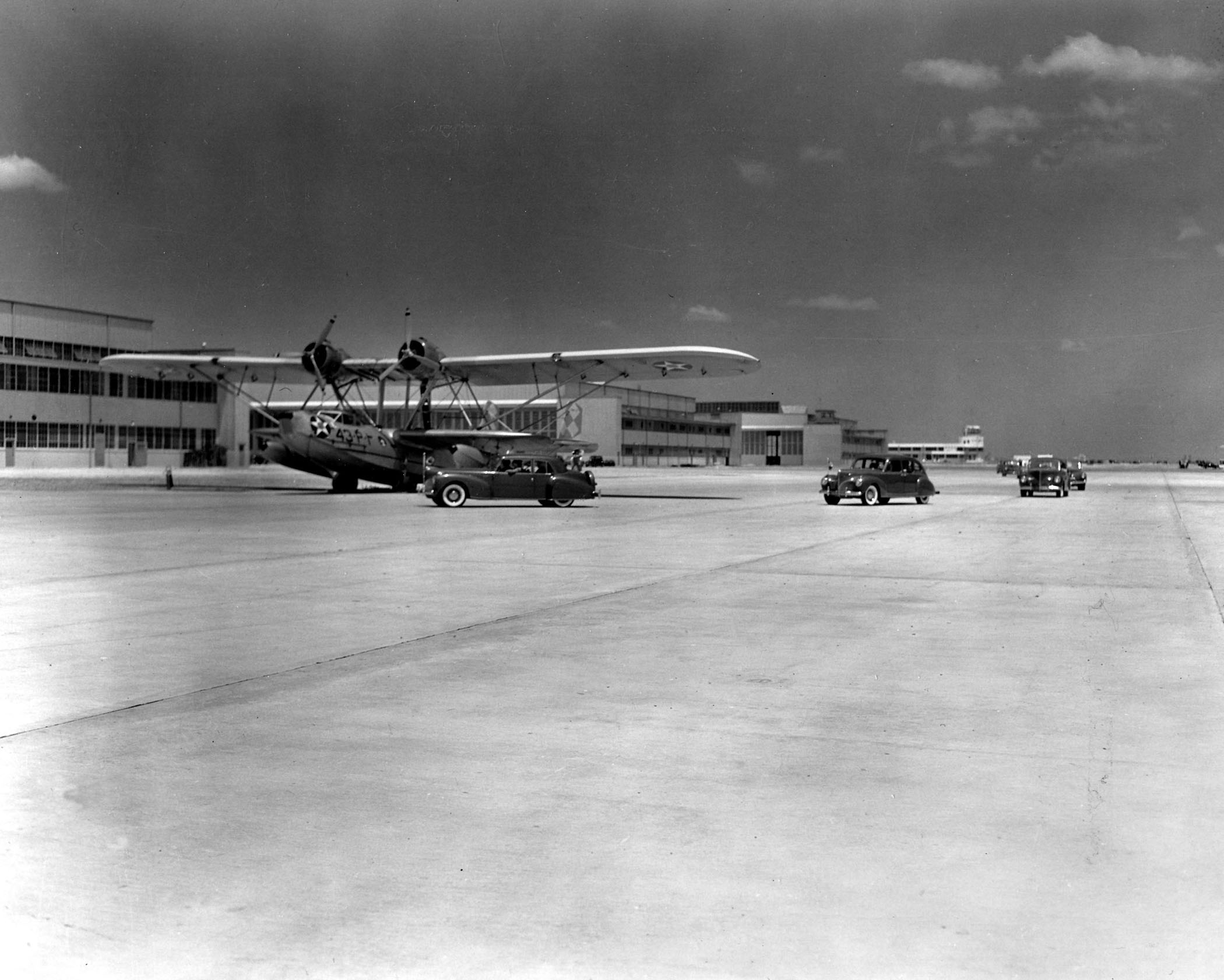
Un P2Y-3 del VP-43 en NAS Jacksonville, en 1941.

XP2Y-1
Un prototipo.
P2Y-1
Versión de la Armada del Commodore. 23 ejemplares encargados el 7 de julio de 1931, entregados al Escuadrón de Patrulla 10 (VP-10) en Norfolk (Virginia), el 1 de febrero de 1933.
P2Y-1C
Un avión entregado a Colombia en diciembre de 1932.
P2Y-1J
Un avión entregado a Japón en enero de 1935.
XP2Y-2
Un prototipo.
P2Y-2
Era un P2Y-1 con motores R-1820-88 más potentes carenados en los bordes de ataque del ala. Otros P2Y-1 fueron convertidos en 1936.
P2Y-3
Versión de producción del P2Y-2. Encargados 23 ejemplares el 27 de diciembre de 1933, entrando en servicio con el VP-7 a principios de 1935.
HXC
Designación corta para el Consolidated P2Y-1J evaluado por el Servicio Aéreo de la Armada Imperial Japonesa.
Hidrocanoa Experimental de la Armada Tipo C
Designación completa para el Consolidated P2Y-1J evaluado por el Servicio Aéreo de la Armada Imperial Japonesa.
Martin XP2M
XP2Y-1 construido por Martin como XP2M-1, con tres motores, uno construido. Modificado con la retirada de un motor, designado XP2M-2.
Martin P3M
XP2Y-1 construido por Martin, en dos versiones: P3M-1, tres construidos; y P3M-2, seis construidos.

## Operadores
Argentina
- Aviación Naval: seis P2Y-3A, 1936-49.[8]

 Colombia
- Fuerza Aérea Colombiana: un P2Y-1C.

 Estados Unidos
- Armada de los Estados Unidos

 Japón
- Armada Imperial Japonesa: un P2Y-1J como HXC.

## Especificaciones (P2Y-3)
Referencia datos: The Complete Encyclopedia of World Aircraft; range from American Aircraft of World War II

### Características generales
- Tripulación: Cinco
- Longitud: 18,8 m (61,7 ft)
- Envergadura: 30,5 m (100 ft)
- Altura: 5,8 m (19,1 ft)
- Superficie alar: 140,7 m² (1514 ft²)
- Peso vacío: 5792 kg (12 765,6 lb)
- Peso cargado: 11 460 kg (25 257,8 lb)
- Planta motriz: 2× motor radial de 9 cilindros sobrealimentado, refrigerado por aire Wright R-1820-90 Cyclone.
  - Potencia: 559 kW (771 HP; 760 CV) cada uno.

### Rendimiento
- Velocidad máxima operativa (Vno): 240 km/h (149 MPH; 130 kt)
- Velocidad crucero (Vc): 189 km/h (117 MPH; 102 kt)
- Alcance: 1899 km (1025 nmi; 1180 mi)
- Techo de vuelo: 4265 m (13 993 ft)
- Régimen de ascenso: 3,3 m/s (650 ft/min)

### Armamento
- Ametralladoras: 

  - 1x Browning M1919 de 7,62 mm en montaje flexible en el morro
  - 2x Browning M1919 de 7,62 mm en montajes flexibles dorsales
- Bombas: 910 kg

## Aeronaves relacionadas

### Desarrollos relacionados
- Boeing XPB
- Naval Aircraft Factory PN[10]
- Consolidated Commodore
- Consolidated PBY Catalina

### Aeronaves similares
- Latécoère 300
- Blackburn Sydney

### Secuencias de designación
- Secuencia Numérica (interna de Martin): ← 85 - 117 - 118 - 119 - 120 - 122 - 123 - 125 →
- Secuencia Numérica (interna de Consolidated): ← 18 - 20 - 21 - 22 - 23 - 24 - 25 →
- Secuencia P_M (Aviones de Patrulla de la Armada estadounidense, 1922-1962 (Martin, 1922-1962)): PM - P2M - P3M - P4M - P5M - P6M →
- Secuencia P_Y (Aviones de Patrulla de la Armada estadounidense, 1922-1962 (Consolidated, 1926-1954)): PY - P2Y - P3Y - P4Y-1 - P4Y-2 →
- Secuencia H__ (hidrocanoas de la AIJ (designación corta)): ← H9A - H10H - H11K - HXC - HXD - HXP